# Corde della mia chitarra
Corde della mia chitarra è un brano musicale del 1957, composto da Mario Ruccione e scritto da Giuseppe Fiorelli, vincitore del Festival di Sanremo 1957 nelle interpretazioni di Nunzio Gallo e Claudio Villa, che la incisero rispettivamente nei singoli Corde della mia chitarra/Venezia mia (Odeon, TW 4403) e Cancello tra le rose/Corde della mia chitarra (Cetra, AC-3193).
Il brano fu presentato all'Eurofestival, e fu eseguito da Gallo dopo All della cantante britannica Patricia Bredin e prima di Wohin, kleines Pony? dell'austriaco Bob Martin. Ottenne come valutazione 7 punti, raggiungendo la 6ª posizione su 10 partecipanti.
La canzone è nota per essere stata la più lunga nell'intera storia dell'Eurofestival: ben cinque minuti e nove secondi. Dall'edizione successiva si decise di far partecipare brani musicali che non superassero i 3 minuti e 30 secondi di durata; più tardi questo limite fu ridotto a 3 minuti.